# Schlosskirche (Koszalin)

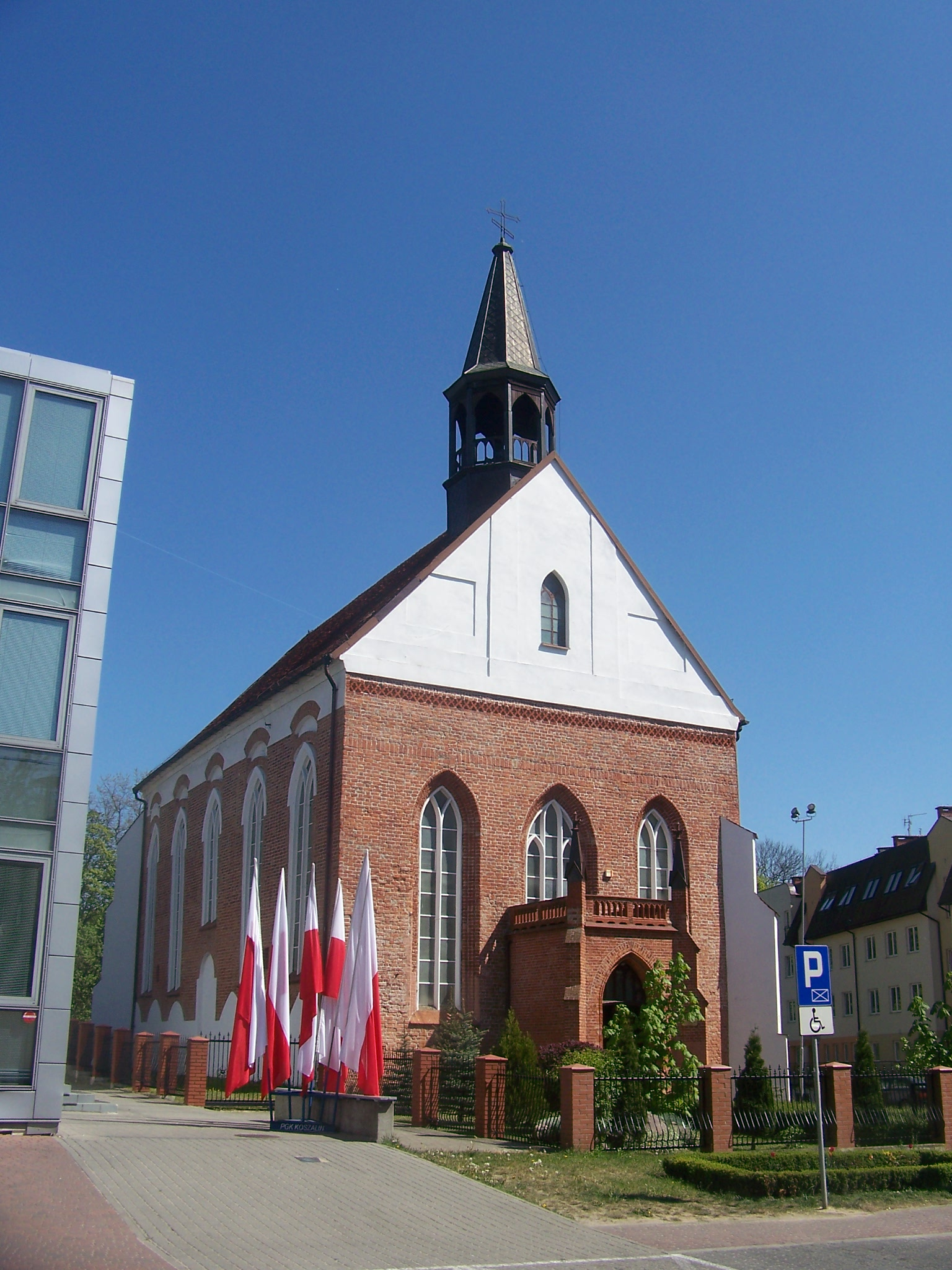
Schlosskirche Koszalin

Die Schlosskirche (offiziell Kirche des Entschlafens der Allerheiligsten Gottesgebärerin, polnisch Cerkiew Zaśnięcia Najświętszej Maryi Panny) ist ein orthodoxes Kirchengebäude in Koszalin in Polen.

## Geschichte
Die Kirche gehörte ursprünglich zum Zisterzienserinnenkloster in Köslin. Von 1293 ist die älteste Erwähnung einer Kapelle erhalten. 1401 durften dort trotz Interdikts  weiter Messen gehalten werden. 1491 wurde sie als baufällig beschrieben. Es ist unbekannt, zu welcher Zeit Neu- oder Umbauten der Klosterkirche stattfanden. Nach der Reformation verfiel die Kirche.
Von 1602 bis 1609 wurde das Gebäude unter Fürstbischof Franz von Cammin wiederhergestellt. Nach dem Übergang Hinterpommerns an das Kurfürstentum Brandenburg 1648 gab es dort keinen Pfarrer mehr. Ab 1700 wurde sie von den drei Geistlichen der Marienkirche mit Gottesdiensten versorgt. 1718 brannte das Gebäude bei einem Stadtbrand bis auf die Mauern nieder und wurde 1724 neu aufgebaut. Während der französischen Besatzung diente es ab 1807 als Strohlager, danach als Lazarett und Kriegsgefangenenunterkunft.
1820 wurde die Kirche wieder eingeweiht und war seitdem evangelische Pfarrkirche auch für einige Dörfer der Umgebung. 1945 war die Schlosskirche kurzzeitig die einzige evangelische Kirche für die dort noch lebende deutsche Bevölkerung.
1953 wurde sie der Polnisch-Orthodoxen Kirche übergeben. In den 1990er Jahren gab es Restaurierungsarbeiten mit Unterstützung der deutschen Bundesregierung.

## Architektur
Die Kirche ist ein langgestreckter einschiffiger Bau aus roten Backsteinen. Die Mauern sind aus den verschiedenen Umbauten erhalten, vor allem von dem letzten 1818/19. Von der gotischen Klosterkirche des 15. Jahrhunderts sind nur wenige Teile an der Ostwand erhalten.
Im Inneren gibt es eine orthodoxe Ikonostase.